# Edward Thomas Copson
Edward Thomas Copson (21 août 1901 à Coventry, Angleterre - 16 février 1980 à St Andrews, Écosse) est un mathématicien britannique qui a beaucoup contribué au développement des mathématiques à l'université de St Andrews.

## Biographie
Copson fut élève à la King Henry VIII School (en) de Coventry puis étudiant au St John's College d'Oxford. Edmund Whittaker l'employa comme assistant à l'université d'Édimbourg, où il passa ensuite son doctorat en sciences et fut élu Fellow de la Société royale d'Édimbourg.
Il épousa Beatrice, la fille aînée de Whittaker, et quitta Édimbourg pour un poste à l'université de St Andrews, comme Regius Professor of Mathematics de 1950 à 1969 puis directeur de la faculté des sciences et enfin directeur du United College (l'un des deux « collèges » de cette université). Il contribua à faire construire le nouveau bâtiment de l'institut de mathématiques de l'université.
En 1942, la Société royale d'Édimbourg lui décerna la médaille Keith pour ses recherches en mathématiques.

## Œuvre
Le premier domaine de recherches de Copson fut l'analyse (développements asymptotiques, équations différentielles et intégrales…) et ses applications à des problèmes de physique théorique. Son premier ouvrage, The Theory of Functions of a Complex Variable, publié en 1935, eut beaucoup de succès aux États-Unis.

## Publications
- Asymptotic Expansions
- Metric Spaces
- Partial Differential Equations
- The Theory of Functions of a Complex Variable